# 12280 Reims
A 12280 Reims (ideiglenes jelöléssel 1990 WS4) a Naprendszer kisbolygóövében található aszteroida. Eric Walter Elst fedezte fel 1990. november 16-án.